# Sara Driver
Sara Miller Driver (nascut el 15 de setembre de 1955) és una directora de cinema independent i actriu estatunidenca de Westfield (Nova Jersey) Participant de l'escena del cinema independent que va florir al baix Manhattan des de finals de la dècada de 1970 fins a la de 1990, va obtenir el reconeixement inicial com a productora de les dues primeres pel·lícules de Jim Jarmusch, Vacances permanents (1980) i Estranys al paradís (1984). Driver ha dirigit dos llargmetratges, Sleepwalk (1986) i When Pigs Fly (1993), així com un curtmetratge notable, You Are Not I (1981), i un documental, Boom for Real: The Late Teenage Years of Jean-Michel Basquiat (2017), sobre la vida anterior a la fama del jove artista a la creixent escena artística del centre de Nova York abans dels grans canvis de la ciutat durant la dècada de 1980. Va formar part dels jurats de diversos festivals de cinema al llarg de la dècada del 2000.

## Carrera cinematogràfica
Driver va debutar com a directora el 1981 amb You Are Not I, un curtmetratge basat en una història de Paul Bowles i coescrit per Jim Jarmusch. Rodat en sis dies amb un pressupost de 12.000 dòlars, va tenir un seguiment poc després d'una estrena ben rebuda al Public Theater, només per ser retirat de la circulació quan un incendi d'un magatzem va destruir el negatiu de la pel·lícula. Poques vegades vista, va ser defensada per reconeguts crítics i revistes de cinema com Jonathan Rosenbaum i Cahiers du Cinéma, que van aclamar You Are Not I com una de les millors pel·lícules dels anys vuitanta. Considerat "perduda" durant molts anys, més tard es va descobrir una còpia entre les pertinences de Bowles. Driver va rebre una beca de preservació de Women in Film and Television. La pel·lícula restaurada es va projectar a la secció Obres mestres del Festival de Cinema de Nova York 2011.
Driver va dirigir el seu primer llargmetratge, Sleepwalk el 1986. Va ser guardonat amb el Priemi Georges Sadoul (1986) per la Cinemateca Francesa, el Premi Especial al Festival Internacional de Cinema de Mannheim-Heidelberg de 1986, i va ser la selecció de la nit d'obertura del 25è aniversari de la Setmana Internacional de la Crítica (1986) al Festival Internacional de Cinema de Canes. Sleepwalk també es va presentar al New Directors/New Films Festival del Museu d’Art Modern de 1987 i al Festival de Cinema de Sundance (1987).
Driver va dirigir l’episodi "Bed and Boar" de la sèrie de televisió Monsters (1990). El seu segon llargmetratge com a directora, When Pigs Fly (1993), protagonitzada per Marianne Faithfull i Alfred Molina i amb banda sonora de Joe Strummer. La pel·lícula va rebre el premi al millor llargmetratge al Festival de Cinema de Long Island de 1994. When Pigs Fly es va estrenar en competició al Festival Internacional de Cinema de Locarno, i va interpretar un compromís limitat al Lighthouse Cinema de Suffolk Street a Nova York el 1996.
Driver també va escriure i dirigir el curt documental, The Bowery - Spring, 1994, part de Postcards from New York, un programa d'antologia per a la televisió francesa. Driver té crèdits de productor i de producció de moltes pel·lícules de Jim Jarmusch, així com papers menors en tres de les seves pel·lícules.
El treball teatral de Driver inclou l'obra "What the Hell - Zelda Sayre" (1977, escriptor, director); el musical experimental Jazz Passengers in Egypt (1990, director), estrenat a La Mama, NYC; així com l’obra Stairway to Heaven (1994, director), al Cucaracha Theatre, NYC.
Driver va ser jurat al Buenos Aires Festival Internacional de Cinema Independent (2004) on també hi van fer una retrospectiva de les seves pel·lícules. També va ser jurat al Festival Internacional de Cinema de Miami (2005), Festival Internacional de Cinema de Sant Sebastià (2006), Festival Internacional de Cinema de les Bahames (2006) i el Küstendorf Film and Music Festival del director Emir Kusturica (2010).
Driver s'ha descrit com "un punt clau de l'escena cinematogràfica independent del centre de Nova York." La crítica de cinema Lucy Sante descriu les pel·lícules de Driver com a "portes al desconegut". Rosenbaum va escriure que les pel·lícules de Driver "pertanyen al que els francesos anomenen le fantastique una combinació de fantasia amb surrealisme, ciència-ficció, còmics, terror, espasa i bruixeria i el sobrenatural que s'estén des del cinema d'art fins a l'explotació passant per Hollywood."
La col·lecció d'imatges en moviment de Sara Driver es conserva a l'Academy Film Archive.

## Vida personal i educació
Driver va néixer a Westfield (Nova Jersey), filla d'Albert i Martha (Miller) Driver. Va assistir al Randolph-Macon Woman's College a Lynchburg (Virgínia), graduant-se amb una llicenciatura en teatre i clàssics el 1977. Va passar el seu primer any estudiant a Atenes, i va participar a una producció de l'Òpera Nacional de Grècia.
Driver va ensenyar direcció a la Graduate Film School de la NYU (1996–1998), on va obtenir el seu màster en Belles Arts el 1982.

## Filmografia
| Any  | Títol                                                         | Paper                                                      |
| ---- | ------------------------------------------------------------- | ---------------------------------------------------------- |
| 1980 | Vacances permanents                                           | Actor: Infermera, mànager de producció, director assistent |
| 1981 | You Are Not I                                                 | Director, guionista, productor                             |
| 1984 | Estranys al paradís                                           | Actor: noia amb barret, Productor, mànager de producció    |
| 1986 | Sleepwalk (Year of the Dog)                                   | Director, guionista, productor                             |
| 1986 | Down by Law                                                   | Resolució de problemes de producció                        |
| 1989 | Mystery Train                                                 | Actor: secretària de l’aeroport                            |
| 1989 | Els perdiguers de Broadway                                    | Actor: Yvette                                              |
| 1990 | Monsters (episodi "Bed and Boar")                             | Director                                                   |
| 1991 | Keep It for Yourself                                          | Actor                                                      |
| 1991 | Night on Earth                                                | (sense acreditar)                                          |
| 1993 | When Pigs Fly                                                 | Director, guionista                                        |
| 1999 | Ghost Dog: The Way of the Samurai                             | Guionista assistent                                        |
| 2005 | Broken Flowers                                                | Als crèdits com a "idea inspirada en"                      |
| 2013 | Only Lovers Left Alive                                        | En crèdits com a "instigació i inspiració"                 |
| 2017 | Boom for Real: The Late Teenage Years of Jean-Michel Basquiat | Director                                                   |
| 2019 | The Dead Don't Die                                            | Actor: Coffee Zombie                                       |